# Jeonbokjuk
El jeonbokjuk es una variedad de juk (죽) o gachas coreanas hechas con abulón y arroz blanco. El abulón se considera un ingrediente de alta calidad en la cocina coreana y a menudo se ofrecía como regalo al rey de Corea. Es una especialidad local de la isla de Jeju, donde se cosecha mucho abulón. El jeonbokjuk es conocido no solo como una delicia sino también como un complemente nutricional y digestivo, especialmente para enfermos y ancianos. El plato puede prepararse con o sin los órganos internos del abulón. El primer tipo de jeonbokjuk es de color verde, mientras el segundo es marfil.

## Preparación
Primero se preparar los abulones limpiándolos con un cepillo en agua, y se les extrae la carne de las conchas planas de en medio con un pequeño cuchillo de cocina. Los órganos internos se separan de la carne (teniendo cuidado de no dañarlos). La carne se sancocha ligeramente en una olla de agua hirviendo y se corta entonces en rodajas finas. El arroz se remoja en un cacharro con agua 3 o 4 horas antes. La carne del abulón se saltea en una olla a temperatura media con aceite de sésamo, y entonces se añade el arroz remojado. Tras saltear los ingredientes durante un rato, se vierte agua a la olla y se sube un poco el fuego. Cuando las gachas empiezan a hervir, se remueve bien con una cuchara o espátula de madera para evitar que se peguen al fondo de la olla, y entonces se baja el fuego para que el arroz quede bien. Tras dejar cocer a fuego lento unos 30 minutos, se condimenta con sal y ganjang (salsa de soja coreana).

## Véase también

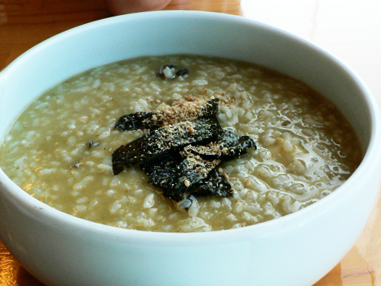
Jeonbokjuk incluyendo los órganos internos del abulón.